# Jane Wilde
Jane Wilde, cunoscută și ca Jane Francesca Agnes (n. 27 decembrie 1821, Dublin - d. 3 februarie 1896) a fost o poetă irlandeză cunoscută sub pseudonimul "Speranza", susținătoare a mișcării naționaliste. A avut o interes special pentru basmele irlandeze, ajutând la clasificarea acestora. S-a căsătorit cu William Wilde la 12 noiembrie 1851, și au avut trei copii: „Willie” William Charles Kingsbury Wilde (1852-1899), Oscar Wilde (1854-1900) și Isola Francesca Wilde Emily (1857-1867).